# Thecla imma
Thecla imma är en fjärilsart som beskrevs av Prittwitz 1865. Thecla imma ingår i släktet Thecla och familjen juvelvingar. Inga underarter finns listade i Catalogue of Life.